# Ebosi Ike
Ebosi Ike är en sjö i Antarktis. Den ligger i Östantarktis. Norge gör anspråk på området.